# Mammillaria lauii
Mammillaria lauii es una especie perteneciente a la familia Cactaceae. Es endémico de Tamaulipas  en México. Su hábitat natural son los bosques secos tropicales y subtropicales, entre los 800 y 1700 m s. n. m.

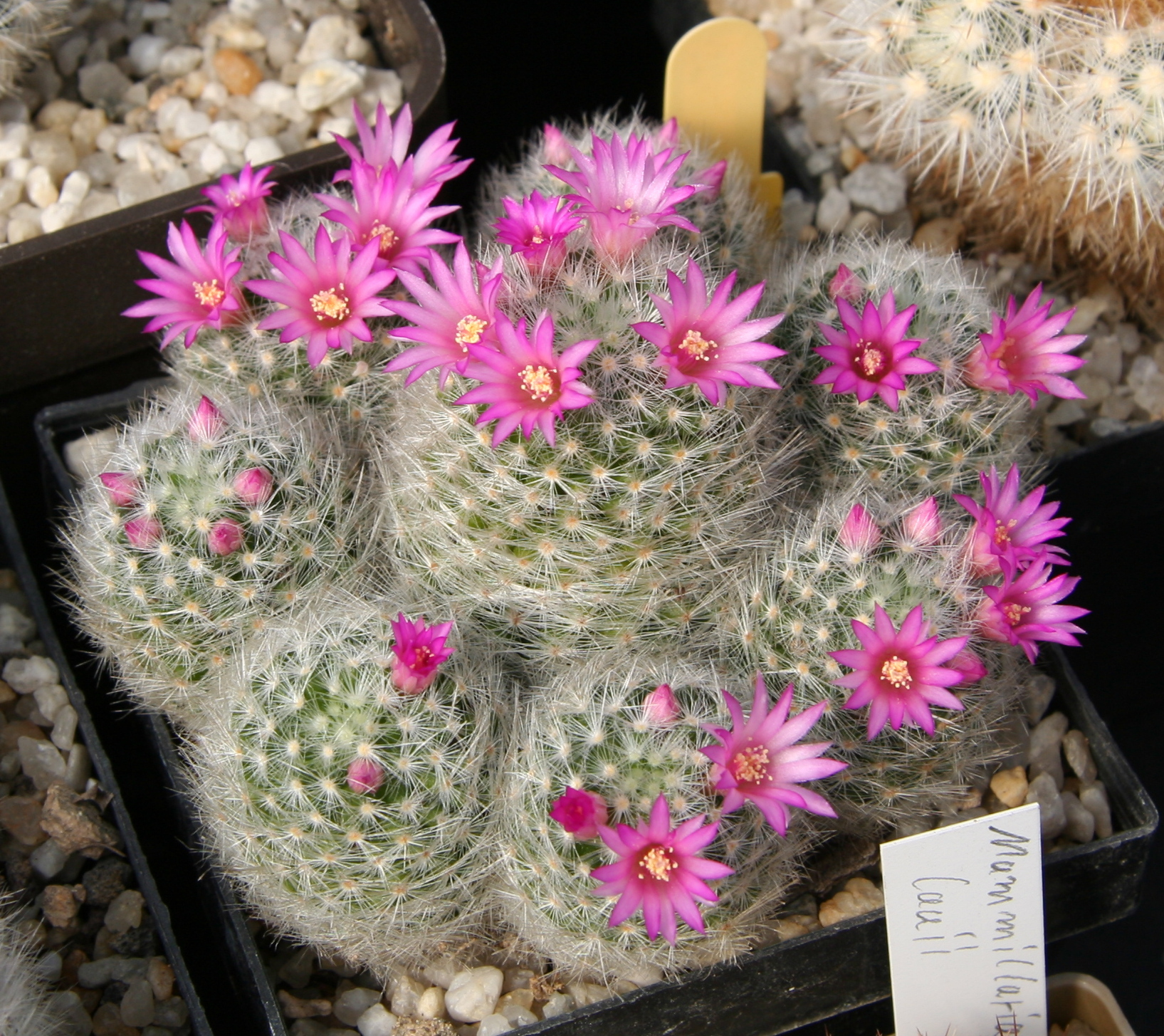
Vista de la planta (Mammillaria laui ssp. dasyacantha)

## Descripción
Es una planta perenne carnosa y globosa con las hojas transformadas en espinas, de color verde y con las flores de rojo.  

## Taxonomía
Mammillaria lauii fue descrita por Michael Joseph François Scheidweiler y publicado en Bulletin de l'Academie Royale des Sciences et Belles-lettres de Bruxelles 5: 496, en el año 1838.
Etimología
Mammillaria: nombre genérico que fue descrita por vez primera por Carolus Linnaeus como Cactus mammillaris en 1753, nombre derivado del latín mammilla = tubérculo, en alusión a los tubérculos que son una de las características del género.
lauii: epíteto otorgado en honor del botánico Alfred Bernhard Lau.
Variedades aceptadas
- Mammillaria laui subsp. dasyacantha (D.R. Hunt) D.R. Hunt
- Mammillaria laui subsp. subducta (D.R. Hunt) D.R. Hunt

Sinonimia
- Mammillaria dasyacantha
- Mammillaria subducta (Hunt) Reppenhagen